# 史瓦帝尼大學
史瓦帝尼大學（英語：University of Eswatini），原名史瓦濟蘭大學（University of Swaziland），是非洲南部国家史瓦帝尼的一所公立综合性大学。

## 历史沿革
史瓦帝尼大學肇始于1964年由贝专纳（今波札那）、巴苏陀兰（今莱索托）和英属斯威士兰三个大英帝国殖民地合作建立的联合大学，1966年以后，波札那、莱索托与斯威士兰相继脱离大英帝国独立，但三国独立后，教育水平仍然有限、并缺乏独立办学的条件，在三国政府对高等教育发展的支持下，三国继续联合举办大学；1975年，莱索托退出联合大学，学校由波札那与史瓦帝尼两国合办。1982年，联合大学宣告解体，其位于波札那的校区成立博茨瓦纳大学；而位于史瓦帝尼的校区则成立史瓦濟蘭大學（University of Swaziland）。
2018年4月19日，史瓦帝尼國王恩史瓦帝三世宣布將史瓦帝尼的英語國名由改為，学校的英語名称也因此由改為。

## 现况
史瓦帝尼大學本部位在史瓦帝尼曼齊尼區夸卢塞尼，而其二级学院農業和消費者科學學院位于卢延戈，健康科學學院则位于史瓦帝尼首都墨巴本，并已經具有學士、碩士及博士學位授予權；现任校长是斯威士兰国王恩史瓦帝三世。现今学校也是「被忽略熱帶疾病與瘧疾研究合作聯盟」成员大学之一。

## 外部鏈接
- 官方网站（英文）